# Verwaltungsgemeinschaft Hötensleber Winkel
Die Verwaltungsgemeinschaft Hötensleber Winkel war eine Verwaltungsgemeinschaft im Bördekreis in Sachsen-Anhalt und hatte ihren Sitz in Hötensleben.

## Mitgliedsgemeinden
- Barneberg
- Hötensleben

## Geschichte
Die Verwaltungsgemeinschaft Hötensleber Winkel wurde 1992 durch den freiwilligen Zusammenschluss von zwei Gemeinden gegründet. Sie wurde zum 1. Januar 2005 aufgelöst und die Gemeinden wurden in die neu gegründete Verwaltungsgemeinschaft Obere Aller eingegliedert.